# 阿伊登哲克

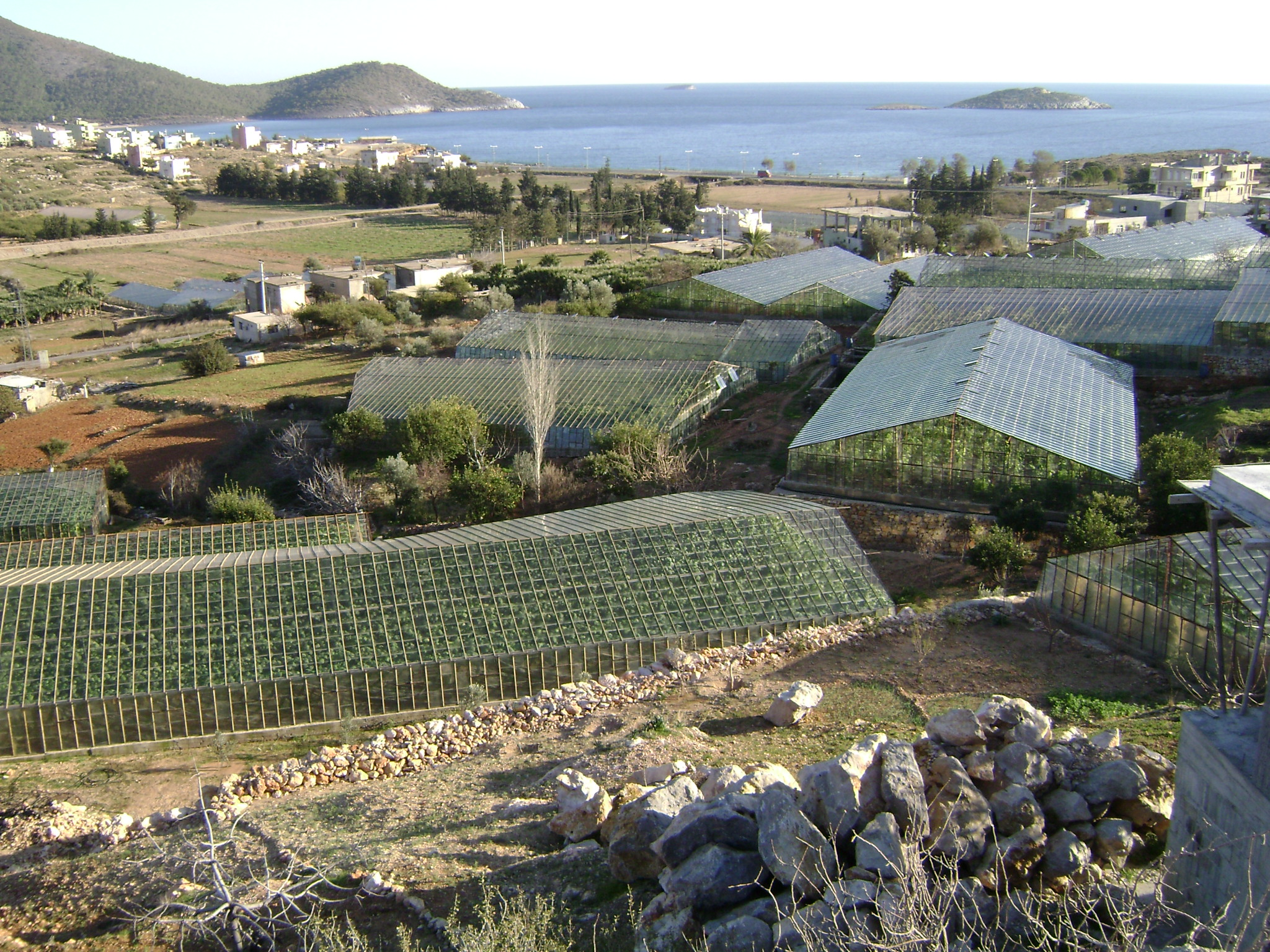

阿伊登哲克是土耳其的城鎮，位於該國南部地中海沿岸，由梅爾辛省負責管轄，距離首府梅爾辛173公里，面積410平方公里，2011年人口7,915。

## 外部連結
- District governor's official website （页面存档备份，存于） （土耳其文）
- Aydıncık
- University
- Map of Aydıncık and its environs （页面存档备份，存于）
- Investigating the Past Beneath Aydıncık, Mersin （页面存档备份，存于）
- . . New York: Robert Appleton Company. 1913.